# 우륵의 2곡 상가라도
상가라도(上加羅都)는 악사(樂師) 성열현(省熱縣) 사람 우륵(于勒)의 12곡 가운데 제2곡명으로 관개수리 제언(堤堰)과 관련한 향가이다.

## 상가라도(上加羅都) 곡명의 원전사료
- 《삼국사기》에 우륵이 지은 12곡 가운데 2곡은 상가라도(上加羅都)[1]이다.

## 상가라도(上加羅都) 곡명의 학설
- 상가라도(上加羅都)는 옛 곡조의 이름. 신라 시대의 악성(樂聖)인 우륵이 지은 가야금 12곡 중의 둘째곡. 상가라는 고령(高靈) 땅의 옛 이름.[2]이라 하였다.
- 상가라도(上加羅都)는 이병도(李丙燾)는 김해(金海) 대가야(大加耶), 양주동(梁柱東)·김동일(金東旭)·전중준명(田中俊明)·김태식은 고령(高靈) 대가야(大加耶)[3]로 비정했다.
- 우륵의 상가라도는 옛 가야시대 고령지방의 민요조의 노래를 가야금곡으로 편곡한 것으로 추측된다.[4]
- 상가라도(上加羅都)는 대가야국(大加耶國)으로 지금의 고령(高靈)으로 비정한다.[5][6]

## 상가라도(上加羅都)로 비정한 고령의 연혁
- 고령군(高靈郡)은 본래 대가야국(大伽倻國)으로 시조 이진아시왕(伊珍阿豉王) [일설에 ‘내진주지(內珍朱智)’라고도 이른다.]에서 도설지왕(道設智王)까지 모두 16세 520년이다. 진흥대왕(眞興大王)이 공격하여 멸망시키고, 그 지경으로써 대가야군(大伽倻郡)을 두었다. 경덕왕(景德王)이 개명하였다. 지금도 그것에 유래하며, 영현(領縣)은 둘이다. 야로현(冶爐縣)은 본래 적화현(赤火縣)인데 경덕왕(景德王)이 개명하였다. 지금도 그것에서 유래하며 신복현(新復縣)은 본래 가시혜현(加尸兮縣)을 경덕왕(景德王)이 개명하였으며, 지금은 미상이다.[7]
- 신라 진흥왕(眞興王) 23년(562) 9월에, 가야(加耶)의 반란에 왕명으로 이사부(異斯夫)에게 토벌하게 하였다.[8]라는 사료에서 대가야국(大伽倻國)은 562년에 대가야군(大伽倻郡)으로 개정하고, 신라 경덕왕 16년(757)에 지금의 고령군(高靈郡)으로 고쳤다.

```
국명
은 
대가야국
(大伽倻國)이다. 

군명
은 
대가야군
(大伽倻郡)과 
고령군
(高靈郡)이다. 

국명
과 
군명
에서 
우륵
(于勒)이 작곡한 
상가라도
(上加羅都)의 지명은 상고할 수 없다.
```

## 상가라도(上加羅都) 제언의 학설
- 조선시대 충주목 관할에 상가라제(上加羅堤), 상가라곡제(上加羅谷堤), 가라곡제(加羅谷堤)[9]의 관개수리 제언(堤堰)의 지명은 우륵의 12곡 가운데 둘째곡인 상가라도(上加羅都)는 농경지명과 관련한다.[10]
- 상가라제(음성군 금왕읍), 가야곡제(가야곡제, 음성군 대소면), 가라곡제, 상가라곡제(음성군 삼성면) 등 가야계통의 이름들이 나오는데, 우륵의 출생지로 전해지는 제천시 청풍면과 제천 의림지의 설화 등을 감안할 때 그가 열두 곡을 만든 곳이 이곳 충주지역으로 보이기도 하는 것이다.[11]

## 상가라도(上加羅都) 곡명의 해석
- 상가라도(上加羅都)에서 도(都)자의 용례(用例)는 조선 성종 7년(1476)에, 공을 가지고 놀고[跳丸] 노끈을 가지고 춤추어[舞索] 평악(平樂)의 도장(都場)에서 희롱하고, 경쇠를 치고 쇠북을 쳐서 균천(鈞天)의 광악(廣樂, 천상의 음악)을 연주했다.[12]라는 기사에서 도장(都場)은 예기의 장소를 뜻하며 도기(都妓)와 관련된 음악성이 고증된다.
- 우륵의 12곡 가운데 둘째 곡조 상가라도(上加羅都)는 수전농업과 관계한 향가로 추정한다.[13]